# Згорня Сениця
Згорня Сениця (словен. Zgornja Senica) — поселення в общині Медводе, Осреднєсловенський регіон, Словенія. 
Висота над рівнем моря: 339,2 м.